# 新日本 (人材派遣会社)
株式会社新日本（しんにほん、英語: SHINNIHON Co., Ltd.）は、大阪市北区に本社を置く労働者派遣事業者。

## 概要
大阪本社に加え、日本全国に30箇所以上の拠点を持ち、医療関係、オフィス系、生産系の3つの事業を主に行っている。1971年12月1日に設立された。

## 不祥事

### サービス残業問題
同社が従業員に対し、2011年3月までの約1年間に残業代を支払っていなかったことが明らかになり、大阪労働局が2012年11月に同社本社などを家宅捜索した。大阪労働局は、労働基準法違反容疑で同社を大阪地検に書類送検することになった。

### 無許可派遣
同社が滋賀県などに新規に事業所を開設した際、厚生労働省などへの届出を怠り無許可派遣を行っていたとして、大阪労働局が2013年1月に業務改善命令を出した。